# Gemaal De Lynden
Het Gemaal Lynden, ook wel De Lynden, in het gelijknamige dorpje Lijnden is een gemaal in de Haarlemmermeer.

## Geschiedenis
Na succesvolle tests met het Gemaal De Leeghwater in 1845 werden de orders verstrekt voor de andere twee gemalen. Met De Leeghwater als voorbeeld werden de gebouwen ontworpen. In het rond hoge gebouw stond bij de bouw de stoommachine, hieraan waren de gietijzeren balansarmen verbonden. De armen staken door openingen naar buiten en steunden op twee meter dikke muren. Had De Leegwater nog elf balansarmen, De Lynden kreeg er acht maar de diameter van de pompen werd vergroot waarmee de capaciteit gelijk bleef. Verder kwamen er zes stoomketels, een meer dan De Leeghwater.
Voor het ontwerp van de technische installatie was het Engelse ingenieursbureau Gibbs & Dean ingehuurd. In november 1846 werd het werk aanbesteed. Aannemer C. de Laat, die De Leeghwater ook had gebouwd, kreeg de bouwopdracht voor 220.000 gulden. Voor de machines kreeg Fox & Co's Perran Foundry bij Falmouth de opdracht, een contract met een waarde van 230.000 gulden. De gietijzeren balansen en de stoomketels werden gemaakt door Van Vlissingen en Van Heel, een opdracht van 94.000 gulden groot. De contractuele levertijden werden niet gehaald, maar in december 1848 was het werk af.
Het gemaal werd in 1849 in gebruik genomen. Samen met de gemalen De Cruquius en De Leeghwater heeft het de Haarlemmermeer in de periode april 1849-juli 1852 drooggepompt. De drie gemalen zijn ongeveer de helft van deze tijd actief geweest, in de andere maanden lagen ze stil omdat het Hoogheemraadschap van Rijnland de pompen liet stilleggen omdat de waterstand in de boezem te hoog was.
Het gemaal en het dorp zijn genoemd naar Frans Godert van Lynden van Hemmen (1761-1845), een politicus die net als de naamgevers van De Cruquius en De Leeghwater een plan had ontwikkeld voor de droogmaking van het Haarlemmermeer. Hij publiceerde in 1821 het boek 'Verhandeling over de Droogmaking der Haarlemmer-Meer' met daarin gedetailleerde plannen die uiteindelijk mede de basis vormden voor de daadwerkelijke droogmaking.
Gemaal De Lynden is verscheidene malen gemoderniseerd, naast het oorspronkelijke gebouw is het nieuwe Gemaal De Lynden geplaatst, dat sinds 2005 in gebruik genomen als vervanging van het oude gemaal. Het gebouw van het oude gemaal is als Rijksmonument beschermd en is gebouwd in neogotische stijl.

## Techniek
Het gemaal had oorspronkelijk een stoomaandrijving. Deze werd vervangen door twee stoomaangedreven centrifugaalpompen, waarvan een in 1919 is gesloopt. Hiervoor in de plaats kwam een synchroonmotor, die oorspronkelijk als generator had dienstgedaan in de elektriciteitscentrale van Naarden/Bussum. In 1954 is de tweede stoommachine, die net als eerstgenoemde, met een flens aan de centrifugaalpomp was gekoppeld, gesloopt en vervangen door een tweecilinder dieselmotor, van het type VE 602/110, met een vermogen van 730 epk bij 110 omwentelingen per minuut, die bij Werkspoor Amsterdam was ontworpen door ir. Lugt. Deze motor heeft bij Werkspoor van 1947 tot 1950 als proefmotor gedraaid, is voor een "vriendenprijsje" overgedaan aan de Haarlemmermeerpolder en heeft in het gemaal De Lynden gedraaid van 1954 tot 1967.
Daarna zijn zowel genoemde elektromotor als de dieselmotor vervangen door twee Brons-dieselmotoren van het type GVE8, met een vermogen van 800 epk. In 1986 is de Brons-dieselmotor in de westelijke vleugel van het gemaal vervangen door een asynchrone elektromotor van 600 kW bij 1000 omw/min.
Het nieuwe gemaal uit 2005, met drie pompen, heeft een capaciteit van 1275 m³ per minuut, 50% meer dan het oude gemaal.

## Foto's

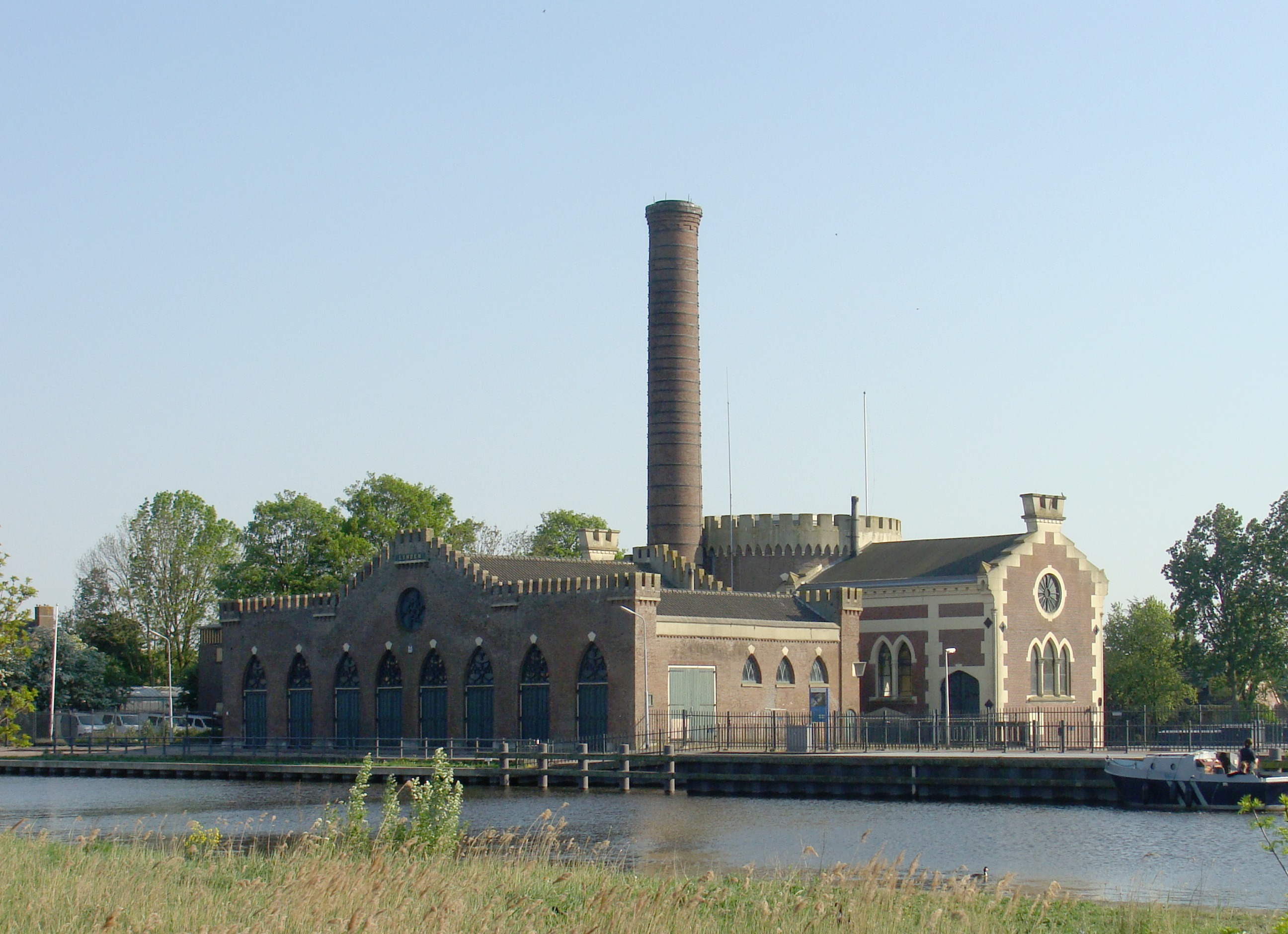
Het gemaal gezien vanaf de overzijde van de Ringvaart
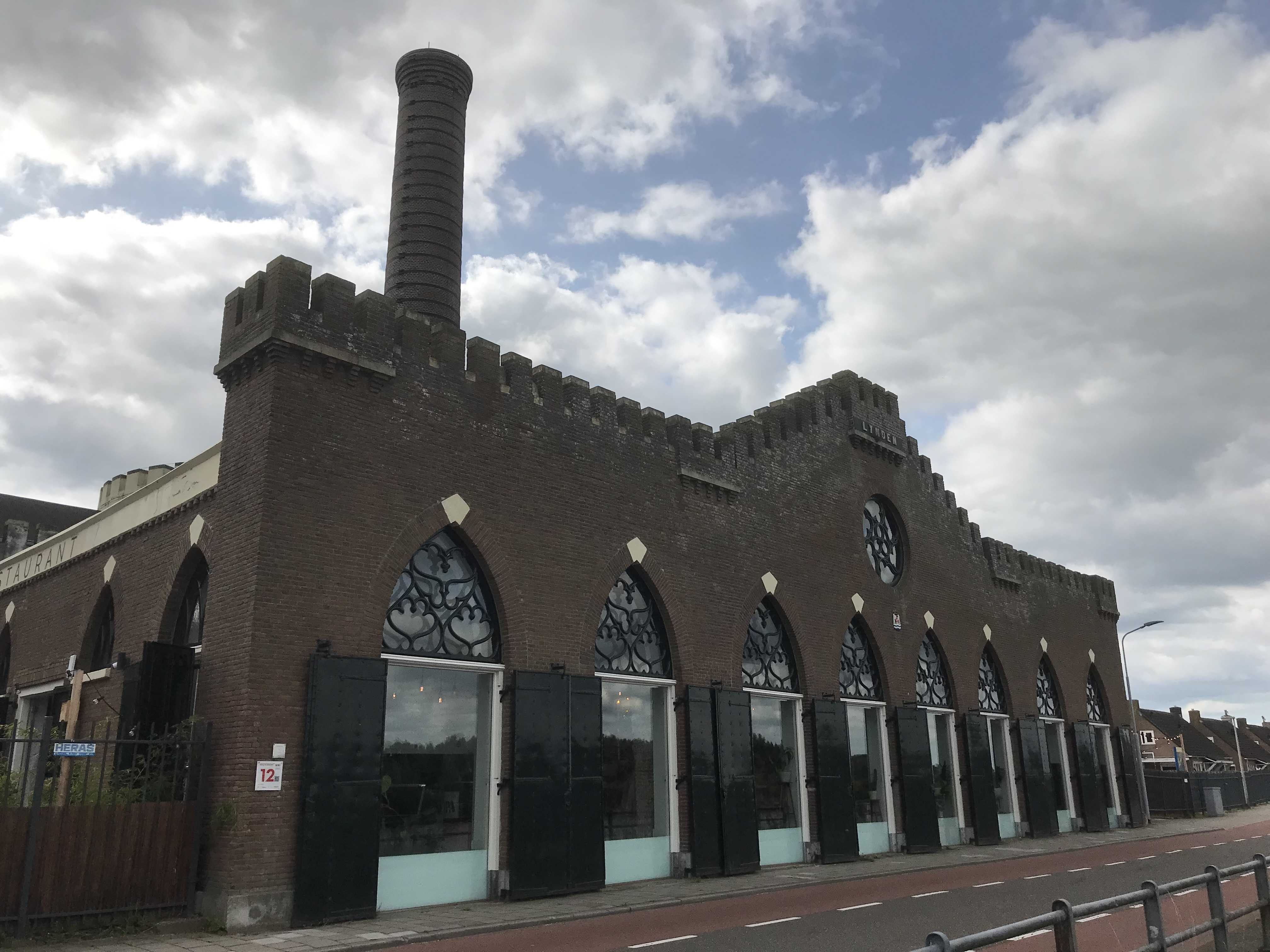
Zicht op het gebouw met de stoomketels
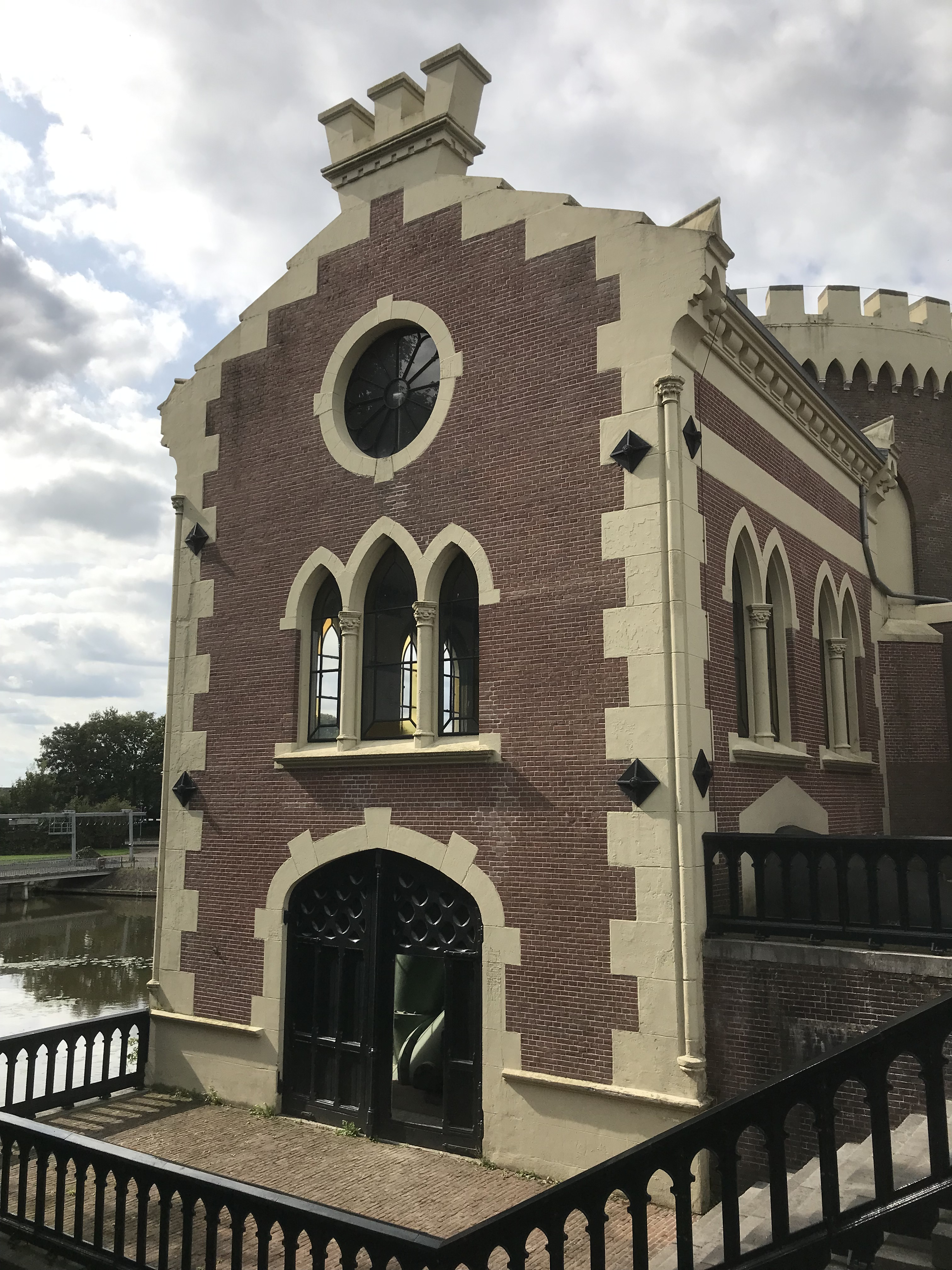
Zijvleugel aan de zuidoostkant van het gebouw
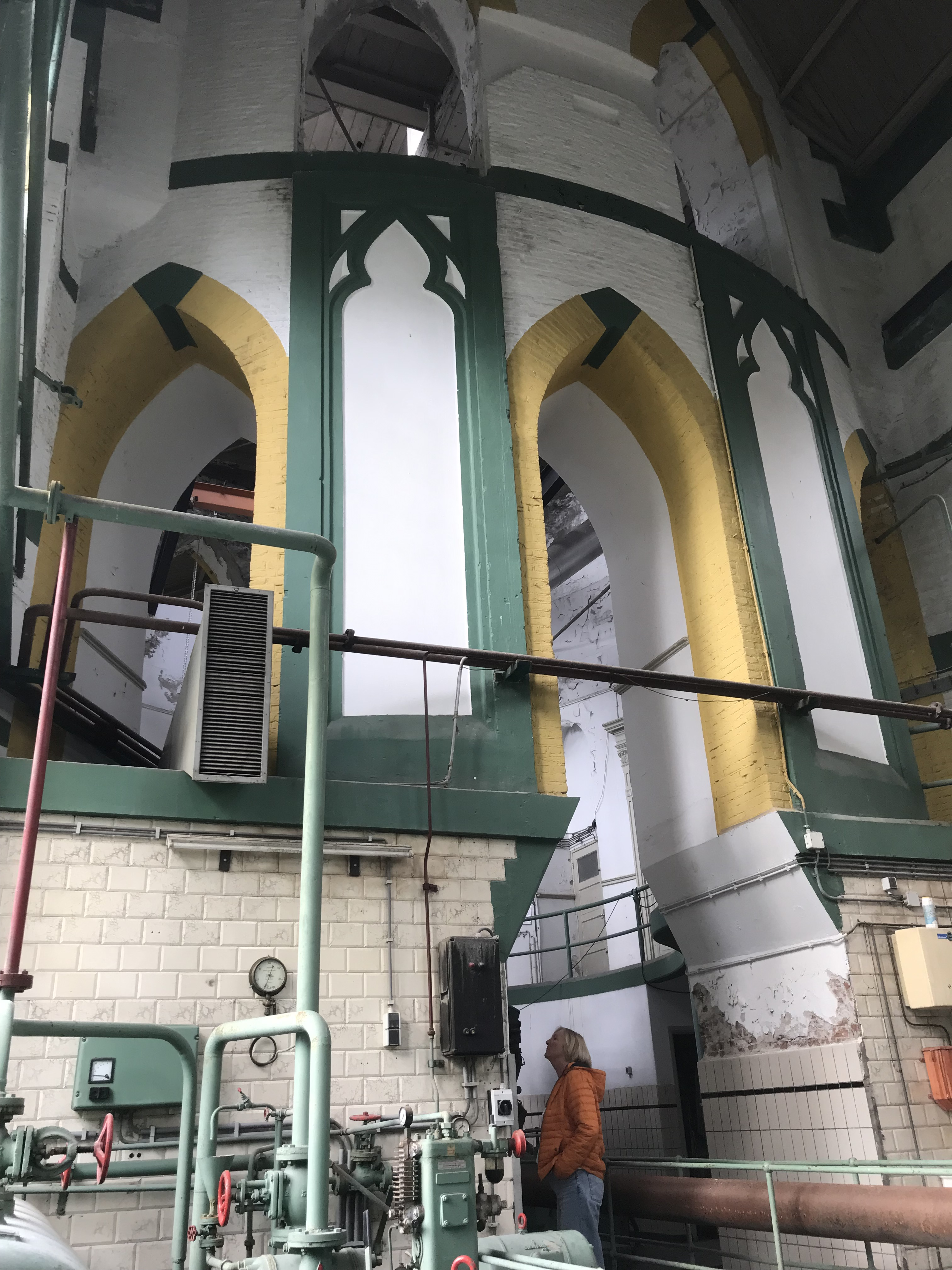
Zicht vanuit de zijvleugel naar het ronde en oudste deel van het gemaal
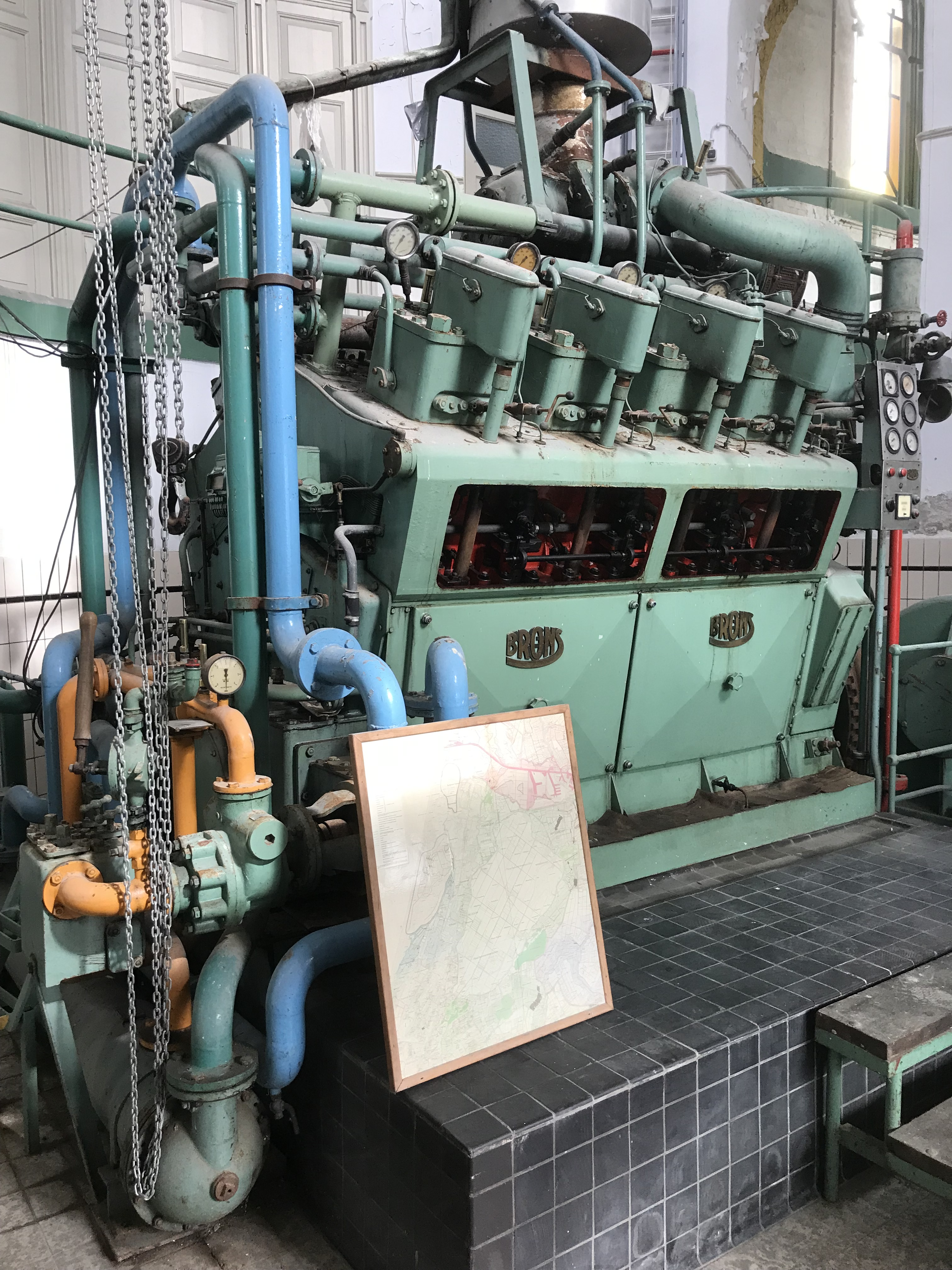
Brons dieselmotor
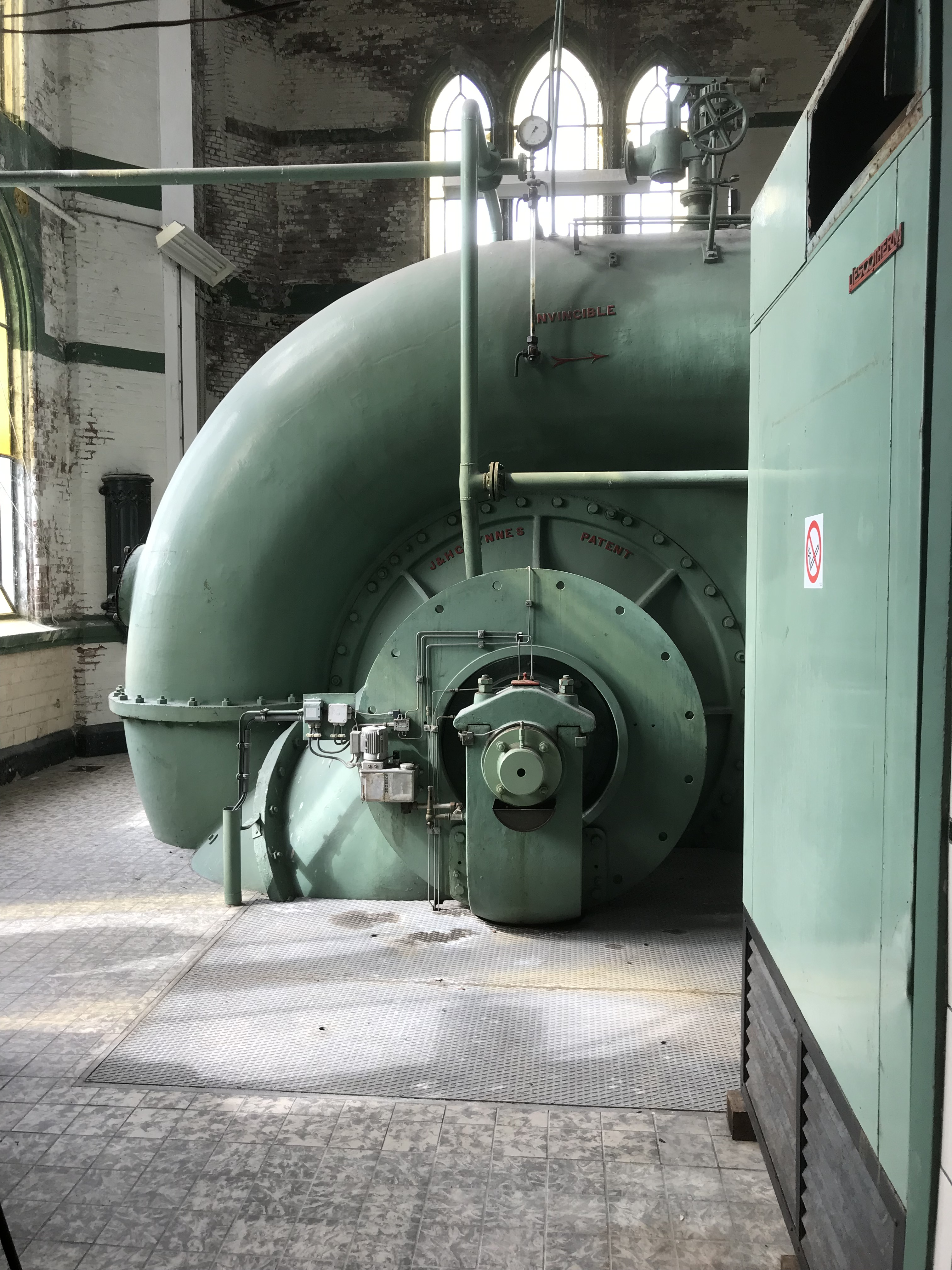
Een van de twee centrifugaalpompen
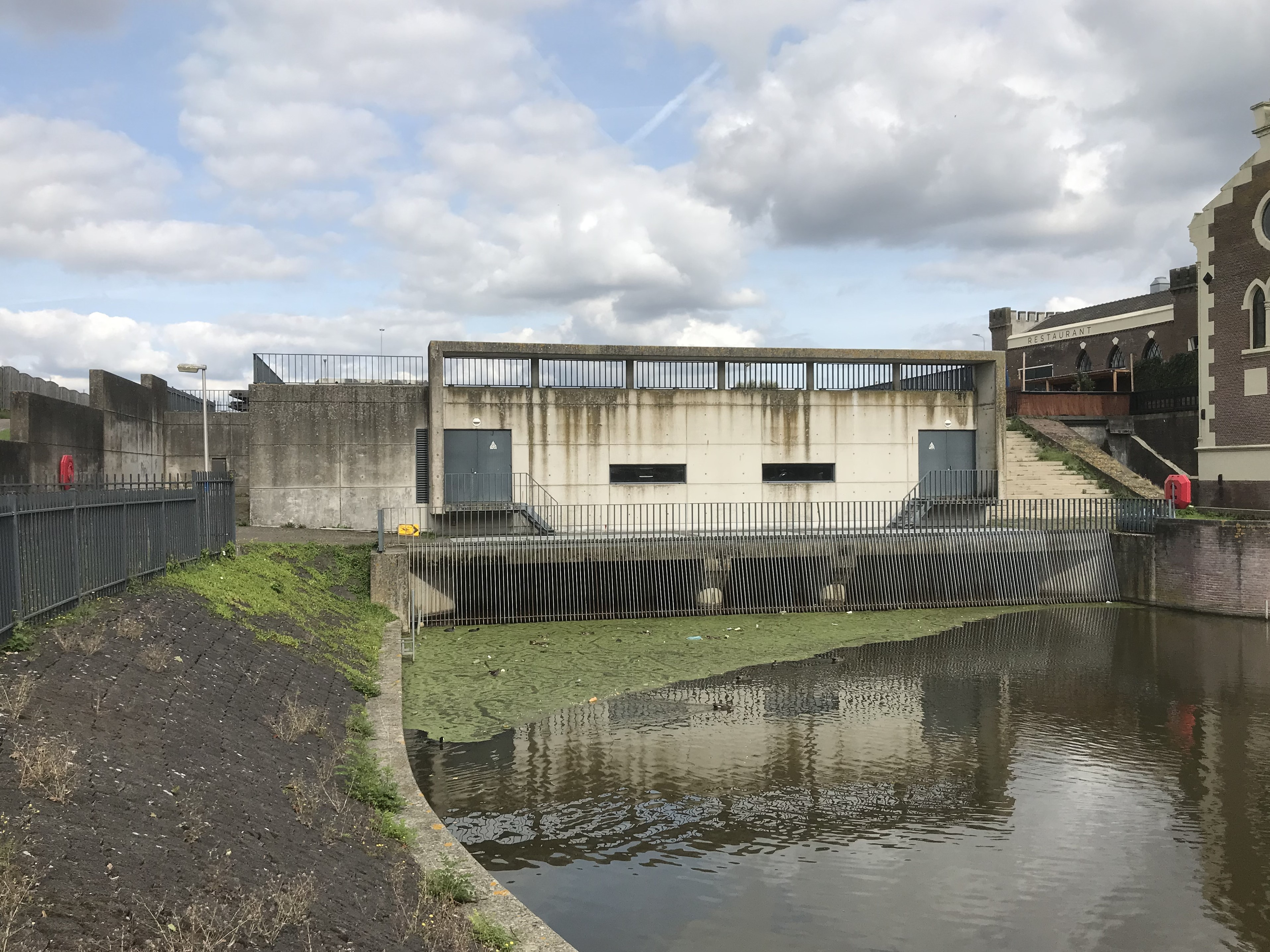
Het nieuwe gemaal, geopend in 2005

De Leeghwater · De Lynden · De Cruquius · De Bolstra · De Koning Willem I